# Yuzawa (Niigata)
Yuzawa (湯沢町?) è una cittadina giapponese della prefettura di Niigata.